# 약학대학입문자격시험
약학대학입문자격시험(藥學大學入門資格試驗 Pharmacy Education Eligibility Test)는 한국교육과정평가원이 출제하는 시험으로 6년제 약학교육 제도를 시행하면서 입학 전형 요소로 활용하기 위해 만든 시험이다.
첫 시험은 2010년 8월 29일에 시행되었다.

## 응시자격
1. 고등교육법 제2조에 따른 대학2학년 이상 과정을 수료한 자(또는 2월 수료 예정인 자)나 이와 동등한 자격을 갖춘 자(선수과목 이수 여부 불문)

2. 외국 소재 대학에서 상기와 동일한 자격을 갖춘 자 

추가적으로 보통의 약학대학에서는 선이수과목을 요구하기 때문에 미적분학 등의 과목을 선이수 해야한다. 이는 대학마다 다르므로 반드시 입시요강을 참조해볼것.
약대진학을 희망한다면 준비해야할 것이 크게 세 가지 있다.
전적대에서의 학점, 공인영어, PEET 성적이다.
2018년 현재 약대는 크게 학점과 전적대를 크게 반영하는 정성대와 PEET성적을 크게 반영하는 정량대가 있다.
전적대가 어느정도 괜찮다면 정성대를, 전적대가 별로 좋지 않다면 PEET만 잘 본다면 합격에는 무리가 없는 정량대를 준비하는게 일반적이다. 입시전략에 대해서는 학원관계자와 상담을 통해 정하는 것이 바람직하다.
또한 대학교마다 세 가지 요소 중 반영비율이 천차만별이므로 입시요강을 꼼꼼히 살펴보아야 한다.

## 시험의 구성
화학 영역(일반화학, 유기화학), 물리 영역, 생물 영역의 3영역 4과목으로 구성된다.
2013학년도 시험(2012년 시행)부터는 기존의 '언어추론' 과목이 폐지되었다.

## 시험시간
| 시험과목            | 문항 수 | 시험시간           |
| ------------------- | ------- | ------------------ |
| 화학추론 (일반화학) | 25      | 09:00-10:15 (75분) |
| 화학추론 (유기화학) | 20      | 10:40-11:40 (60분) |
| 점심시간            | -       | 11:40-12:45 (65분) |
| 물리추론            | 20      | 12:55-13:55 (60분) |
| 생물추론            | 25      | 14:20-15:35 (75분) |

## 특징
• 성적표에는 백분위점수와 표준점수가 제공되지만, 원점수는 제공되지 않는다.
• 응시자 수가 매년 증가하여 2015학년도 시험(2014년 시행)의 응시자 수는 15,592명이며, 전국 약학대학 정원 대비 경쟁률은 약 9.2대 1이다. 2018학년도 시험의 응시자 수는 총1만6천여명이었다. 전국 약학대학 정원 대비 9.6대 1의 경쟁률을 보였다.
시험은 대략 8월 말쯤에 시행된다.
시험범위가 수능과 같이 명시되어있는 것은 아니며, 난이도와 시험범위상 만점을 받기가 불가능에 수렴하는 시험이다.
2018년 8월에 치러진 시험까지 총 9회 시행되었는데 영역별 만점자는 있지만 전 과목 만점자가 2022 PEET 시험에서 드디어 등장하였다.

## 통계
2011년 입학생(09 학번)과 2012년 입학생(10 학번)을 대상으로 설문조사를 실시한 허진혁의 《약학대학 6년(2+4)학제 약학대학생들의 특성 및 인식도 조사 연구》라는 논문이 있다.

## 과목 별 특징
1. 화학추론(일반화학)-25문항
시험을 응시하게 되면 맨 처음 치러야 할 과목이다. 거의 전국 모든 대학교 이공계 학생들의 1학년 필수과목인 일반화학을 시험범위로 한다.
고등학교때 배웠던 화학I과 화학II 내용을 알고 있다면 아주 수월하게 배울 수 있을 것이고, 수능기출문제풀이 경험까지 있다면 더욱 더 수월할 것이다.
애초에 화학 과목 특성상 이론학습만으로는 고득점이 불가능하기 때문에 충분한 문제풀이, 그것도 정해진 시간 내에 문제를 빠르고 정확하게 해결해야 하는 능력이 필요한 영역이다.
시험 4개의 과목중 수험생들이 제일 시간부족에 시달리는 과목이므로 시간제한을 둔 문제풀이 연습이 필수적.
2. 화학추론(유기화학)-20문항
시험을 응시하게 되면 두 번째로 치러야 할 과목이다. 대학교 화학과 2학년쯤 되면 배우는 유기화학이 시험범위이다.
유기화학은 탄소와 수소를 기반으로 한 화합물에 대해 배우는 과목이다. 일반화학과는 사뭇 다르다.
일반화학은 용액이나 기체, 산과염기, 수용액상의 평형 등을 가지고 반응에 대한 정량적 계산과 실험에 대한 빠른 문제풀이능력을 키워야 하는 과목인 반면, 유기화학은 정량적인 계산보다는 수많은 유기화합물에 대한 구조인식이 필수적이다.
이 부분에서 약간의 공간지각능력을 필요로 한다. 실제 유기화합물은 입체적으로 생긴지라 2D인 종이에 표현하기에는 약간의 어려움이 있다. 때문에 공부를 하면서 구조에 대한 지속적인 인식이 필요하다.
물론 화학이긴 마찬가지라 문제풀이능력이 없다면 고득점을 맞기에는 현실적으로 불가능에 가깝다.
전자 이동에 따른 유기화합물 반응과 제법 등을 배우는 과목이라 반드시 이해를 기반으로한 암기를 해야 좋은 성적을 기대해 볼 수 있다.
3. 물리추론-20문항
시험을 응시하게 되면 세 번째로 치러야 할 과목이다. 일반화학과 마찬가지고 거의 모든 대학교 이공계 1학년들이 배우는 일반물리학을 시험범위로 한다.
고등학교 물리I, 물리II를 배웠다면 아주 수월하게 입문할 수 있는 과목이다. 물리I수준에 해당하는 내용과 수능기출문제풀이 경험만 있어도 아주 쉽게 접근할 수 있다.
화학과 마찬가지로 이론과 문제풀이간의 괴리가 있다. 때문에 충분한 문제풀이 연습이 필수적이다. 화학보다는 덜하지만 정량적인 계산문제가 아주 많으므로 시간압박에 시달릴 수 있다. 시간을 단축할 수 있는 적당한 공식암기가 필요하겠다.
대부분의 수험생들이 입문단계에서 가장 어려워하는 과목이지만 그 어려움을 한번 극복하고나면 그 다음부터는 수월하게 진행할 수 있다.
4. 생물추론-25문항
시험을 응시하게 되면 마지막으로 치러야 할 과목이다. 대학교 생물관련 과 재학생이면 1학년 때 배울 일반생물학을 시험범위로 한다.
고등학교 생명화학I, 생명과학II를 배웠다면 수월하게 입문할 수 있겠지만 수능 생명과학과 PEET 일반생물학은 공부방식이 사뭇 다르기 때문에 주의해야 한다.
수능 생명과학은 화학과 물리와 마찬가지로 시간압박을 전제로 한 문제풀이능력이 필수지만 PEET 일반생물학은 알면 맞고 모르면 틀리는 문제가 대다수다.
일반생물학은 PEET 4과목중 양이 가장 방대하기로 유명하다. 때문에 대부분의 수험생들이 암기에 허덕이다 시험범위 전체를 제대로 공부하지 못하고 시험장에 들어가는 경우가 부지기수.
방대한 암기량 때문에 대부분 점수가 잘 나오지 않는 과목이며 이를 인식해서인지 대부분의 약대입시에서 생물추론의 가중치가 제일 높다. 사실 약사라는 직업은 어쨋든 생명체의 몸에 대해서는 기본적으로 잘 알고있다는걸 전제로 하기 때문에 가장 중요한 과목이라해도 과언이 아니다.

## 조언
4과목 모두 대학교에서 배우는 과목인지라 대학교 수업교재 및 전공서적만으로 독학이 가능하지 않을까 라는 생각을 하는 사람도 있겠지만, 시험을 조금만 준비해보면 그런 방식으로 고득점을 노린다는 발상은 불가능에 가깝다는 것을 깨닫게 될 것이다.
일단 4과목 모두 전공서적이 만만치 않게 두껍다. 기본적으로 1000페이지가 넘어가는 분량이며, 개중에는 시험범위에 맞지 않는 지엽적인 지식들도 더러 있다. 애초에 전공서적은 이론전달이 목표기 때문에 그렇다.
그리고 모든 대학이 똑같은 책으로 공부하는게 아니다. 당장 일반생물학을 예로 들면 크게 '캠벨 생명과학' 책과 '생명: 생물의 과학" 책으로 공부하는 학교로 나뉘고, 일반화학의 경우에는 '줌달', '옥스토비', '브라운' 등과 같이 책이 다양하다.
게다가 내용이 어느정도 겹치는 건 당연하겠지만 서술방식, 연습문제, 다루는 소재, 예시 등 다른 부분이 정말 많다.
한 과목당 1000페이지가 넘어가는 분량의 책을 몇 권이나 보는것은 현실적으로 거의 불가능에 가깝다. 그러므로 국가적 차원에서 무료 인터넷 강의와 값싼 교재가 제공되는 ebs가 있는 수능시험과는 달리 사교육에 전적으로 의존할 수 밖에 없는 구조이다.
전공서적으로 공부한다 치더라도 해설지가 없고 답만 있는경우가 대다수이며, 심지어 답 조차 나와있지 않는 책도 있으며 무엇보다도 기출문제에 대한 공식적인 해설이 존재하지 않기 때문에 시험을 준비하는 학생이라면 사교육의 힘을 빌리는 것이 현실적으로 빠른 길이다.
수능시험 사교육과 마찬가지로 시험을 대비할 수 있는 사교육은 크게 학원 현장강의와 인터넷 강의로 나뉜다.
시험은 대략 8월 말 쯤에 시행된다. 학원이나 인터넷강의는 전년도 7월부터 시험대비 강의가 시작된다.
대략적인 커리큘럼은
입문(7월,8월)-기본이론(9,10,11,12)-심화이론(1월,2월)-기출문제풀이(3월,4월)-단원별 문제풀이(5월,6월)-파이널 및 실전모의고사(7월,8월)이다. 물론 학원마다, 인강마다, 선생님마다 약간의 차이가 있으므로 주의.
시험이 8월에 시작되므로 1년간 준비한다면 전년도 7~8월쯤부터 시작하는게 맞겠지만 대부분 대학교 재학생이 준비하는 시험인지라 종강이후인 1월부터 8월까지 준비하기도 한다.

## 공인 영어
약대진학을 희망한다면 학점관리와 PEET점수관리 뿐만 아니라 공인영어 시험성적또한 관리해야한다.
중앙대학교와 서울대학교를 제외한 거의 모든 학교가 TOIEC 시험점수를 반영하므로 대부분 TOEIC 시험을 준비한다.
매년 응시자 평균이 상승하는 추세라 9회피트기준 평균 합격생 점수가 990만점중 900점 정도이다. (TOEIC)
무난한 합격을 바란다면 900점정도는 맞아야 하겠다.
학교마다 반영하는 공인영어시험이 다르므로 이 또한 입시요강을 필히 참고해야 한다.

## 시험에 합격하게 되면
2018년 현재 약대를 갈 수 있는 방법이 본 시험밖에 없고, 전적대에서 2학년 수료+약대에서 8학기 수료 후 졸업하는 구조라서 약대입시에 성공해 약대에 합격하게 되면 3학년부터 시작해 6학년을 끝으로 졸업하게 된다. 
2022학년도부터 수능으로 약대를 갈 수 있게 되었다.

## 공식 웹 사이트
- http://www.kpeet.or.kr/